# Танайшур
Танайшу́р (рос. Танайшур) — річка в Удмуртії, права притока Бидзімшура. Протікає територією Кезького району Удмуртії.
Річка починається на південний схід від колишнього присілку Падезвай. Русло річки спрямоване спочатку на північний захід, потім плавно переходить на захід, нижня течія знову направлена на південний захід. Впадає до Бидзімшуру за 1,6 км до його гирла. Береги річки заліснені, у середній течії заболочені, де розвідані поклади торфу. Приймає декілька приток-струмків.
Над річкою не розташовано населених пунктів, хоча раніше тут знаходились присілки Падезвай та Уарсем.
| Річка | Це незавершена стаття про річку. Ви можете допомогти проєкту, виправивши або дописавши її. |

| Прапор Удмуртії | Це незавершена стаття про Удмуртію. Ви можете допомогти проєкту, виправивши або дописавши її. |